# Estación Álamos (MIO)
Álamos es una de las estaciones del Sistema Integrado de Transporte MIO, en la ciudad de Cali, inaugurado en el año 2008.

## Ubicación
Está ubicada en la avenida 3N con calle 52.

## Características
La estación posee un acceso peatonal semaforizado sobre la calle 52N y consta de un vagón bidireccional, es decir, con plataformas de parada en ambos sentidos. Al igual que las otras estaciones de la troncal de la avenida 3N, carece de un carril solo bus para sobrepaso en ambos sentidos.

## Servicios de estación

### Rutas expresas
| Ruta | Estación Origen             | Estación Destino            | Sentido (N/S) |
| ---- | --------------------------- | --------------------------- | ------------- |
| E21  | Terminal Menga Av 3N Cl 70N | Universidades Cra 100 Cl 16 | Ambos         |
| E27  | Terminal Menga Av 3N Cl 70N | Capri Cl 5 Cra 78           | Ambos         |

### Rutas pretroncales
| Ruta | Origen                         | Trayecto                                             | Destino                     |
| ---- | ------------------------------ | ---------------------------------------------------- | --------------------------- |
| P21E | Terminal Menga Av 3N Cl 70     | Av 6N - Av. Américas - Centro - Av. Pasoancho - Cl 5 | Universidades Cra 100 Cl 16 |
| P82  | Terminal Calipso Cl 70 Cra 28D | Cl 44 - Cra 5 - Cl 52 - Sena                         | Terminal Menga Av 3N Cl 70  |